# Ommatius lucidatus
Ommatius lucidatus là một loài ruồi trong họ Asilidae. Ommatius lucidatus được Scarbrough miêu tả năm 1997. Loài này phân bố ở vùng Tân nhiệt đới.